# 病気

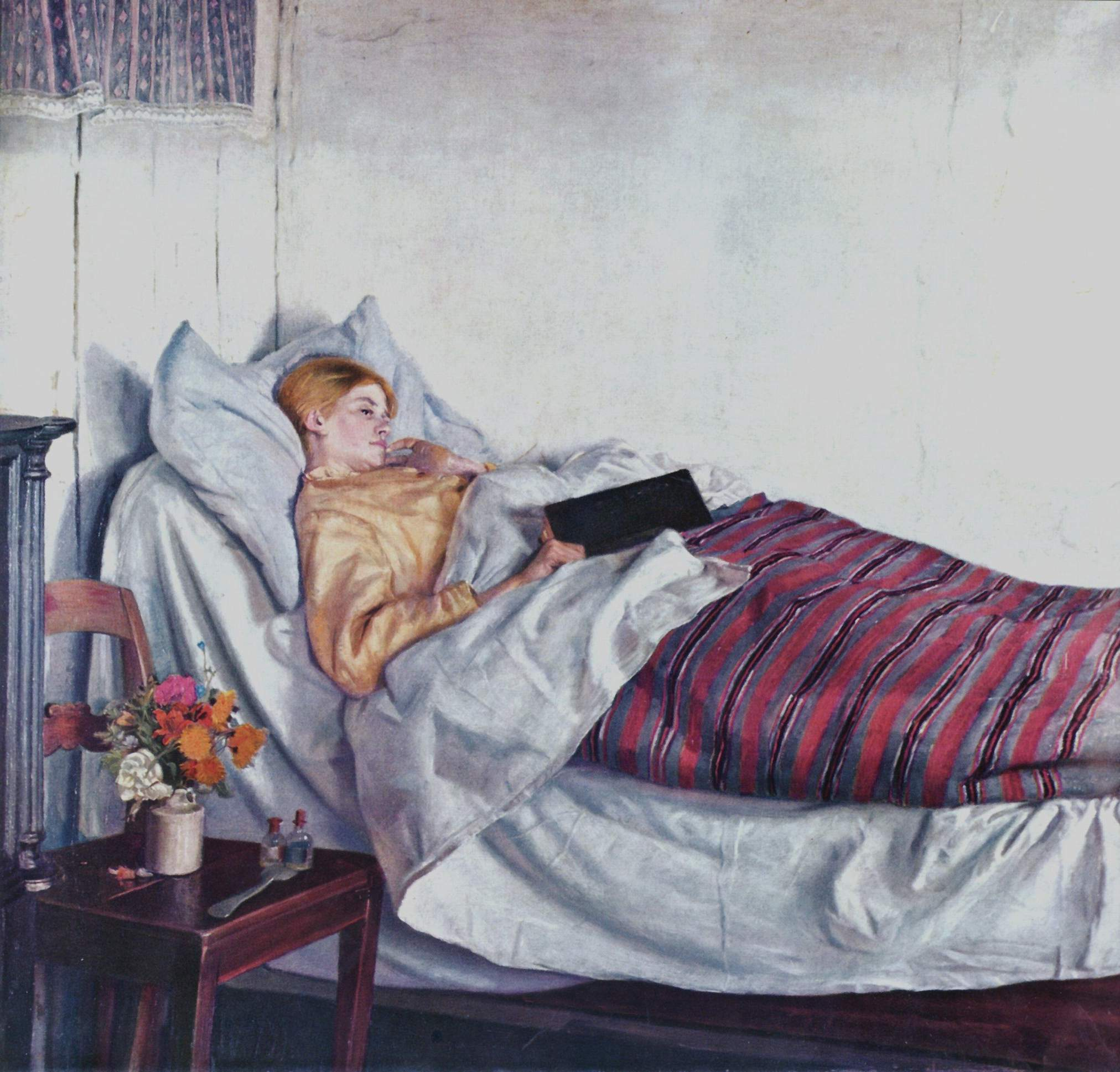
「病気の少女」"The Sick Girl"、1882年作、コペンハーゲン国立美術館

病気（びょうき、または疾患、英: disease）とは、生体の全部または一部の構造・機能に悪影響を及ぼす特定の異常な状態であり、外傷によるものではない。病気はしばしば、特定の徴候や症状を伴う健康状態（medical conditions）として知られている。病気は病原体などの外的要因によって引き起こされることもあれば、体内の機能不全によって引き起こされることもある。例えば、免疫系の内部機能不全は、様々な免疫不全、過敏症、アレルギー、自己免疫疾患など、様々な病気を引き起こす。
ヒトにおいては、病気は、患者に痛み、機能障害、不快なストレス、社会的問題、または死、あるいは患者と接する人々に同様の問題を引き起こすあらゆる状態を指すため、より広義に用いられることが多い。この広い意味では、外傷、障害、身体の異常、症候群、感染症、個別の症状、行動の逸脱、構造や機能の変異を含むこともある。他の文脈や目的においては、これらは区別できるカテゴリーとみなされることもある。病気により、肉体的な影響だけでなく、精神的な影響も受ける。病気にかかり、病気とともに生きることで、罹患者の人生観が変わってしまうからである。
病気による死は自然死という。病気には大きく分けて、感染症、欠乏症、遺伝性疾患（遺伝子疾患と遺伝子に拠らない遺伝性疾患を含む）、生理学的異常の4種類がある。病気はまた、伝染性疾患と非伝染性疾患のように、他の方法で分類することもできる。2012年、ヒトで最も死因の割合が高い病気は冠動脈疾患（心臓の血流障害）であり、次いで脳血管疾患、下気道感染であったが。2021年時点では新型コロナウイルス感染症が2位となった。先進国では、うつ病や不安障害などの精神疾患が疾病負荷の大きな部分を占めている。
病気を研究する学問は病理学と呼ばれ、病因（病気の原因）の探求が含まれる。

## 用語

### 概念
多くの場合、病気・疾患（disease）、障害（disorder）、罹患（morbidity）、病気（sickness）、不健康（illness）などの用語は互換的に使用されるが、特定の用語が望ましいと考えられる状況もある。

#### 疾患
疾患（disease）とは、広義には身体の正常な機能を損なうあらゆる状態を指す。このため、疾患は身体の正常な恒常性維持過程の機能障害と関連している。一般的に、この用語は特に感染症（infectious disease）を指すのに用いられる。感染症とは、ウイルス、細菌、真菌、原虫、多細胞生物、およびプリオンとして知られる異常タンパク質を含む病原性微生物因子の存在に起因する、臨床症状を有する疾患である。臨床的な正常機能を明らかに損なうことの無い感染やコロニー形成、例えば腸内の正常な細菌や酵母、あるいはパッセンジャーウイルスの存在は、病気とはみなされない。対照的に、潜伏期間中は無症状であるが、後に症状が現れると予想される感染症は、通常、疾患とみなされる。非伝染性疾患とは、ほとんどのがん、心臓病、遺伝病など、感染症以外のすべての疾患を指す。

#### 後天性疾患
後天性疾患とは、出生時にすでに存在していた疾患（先天性疾患）とは対照的に、出生後のある時点で発症した疾患のことである。後天性とは、その英語の原義から、「伝染病か何かを獲得（Acquired）した」という意味と捉えられるが、単に出生後に発症したという意味である。また、続発性疾患を意味するようにも聞こえるが、後天性疾患は原発性疾患であることもある。

#### 先天性疾患
先天性疾患は、出生時に存在する疾患である。多くの場合、遺伝子疾患または障害であり、遺伝することもある（遺伝子の異常は必ずしも遺伝しない）。また、梅毒やHIV/AIDSのように、母親からの垂直感染によって発症することもある。

#### 遺伝子疾患・遺伝性疾患
遺伝性疾患（hereditary disease）とは、家族内で起こりうる、すなわち遺伝する疾患である。遺伝子疾患（genetic disease）は、1つ以上の遺伝子の突然変異によって引き起こされる。遺伝することが多いが、ランダムで新規発生する突然変異もある。

#### 医原性疾患
医原性疾患（別名　医原病）とは、治療の副作用や不慮の結果など、医療介入によって引き起こされる疾患のことである。

#### 特発性疾患
特発性疾患とは原因がわからない病気である。医学の進歩に伴い、原因が全く不明であった多くの病気は、その原因の一端が解明され、特発性の地位を脱した。例えば、細菌が発見されたとき、細菌が感染症の原因であることが知られるようになったが、特定の細菌と病気との関連は明らかにされていなかった。別の例では、自己免疫が1型糖尿病の原因の一部であることは知られているが、それが働く特定の分子経路はまだ解明されていない。また、特定の要因が特定の疾患と関連していることはよく知られている。しかし、関連性が必ずしも因果関係を意味するわけではない。例えば、第3の要因が病気と関連する現象の両方を引き起こしているかもしれない。

#### 不治の病・難病
不治の病（incurable disease）とは治癒させることのできない病気である。必ずしも末期的な病気ではなく、病気の症状を十分に治療することで、生活の質にほとんど影響がでないこともある。難病（intractable disease）とは、以下のように定義されている。
発病の機構が明らかでなく、治療法が確立していない希少な疾病であって、当該疾病にかかることにより長期にわたり療養を必要とすることとなる疾病—厚生労働省、事業場における治療と職業生活の両立支援のためのガイドライン 参考資料 難病に関する留意事項、

#### 原発性疾患
原発性疾患、原疾患（primary disease）とは、病気の根本的な原因に起因する疾患であり、原発性疾患によって引き起こされる続発症や合併症である二次疾患と対を成す概念である。例えば、風邪は原発性疾患であり、鼻炎は続発性疾患または続発症の可能性がある。医師は、抗生物質を処方するかどうかを決定する際に、患者の続発性鼻炎を引き起こしている原発性疾患が風邪か細菌感染であるかどうかを判断しなければならない。

#### 二次疾患
二次疾患（secondary disease）とは、先行する原疾患の後遺症または合併症である疾患のことである。例えば、細菌感染症は、健康な人でも細菌にさらされて感染する原発性のものと、感染しやすい体質のもととなる原因による二次的なものがある。例えば、ウイルス感染は、免疫系を弱め、二次的な細菌感染を引き起こす可能性がある。同様に、開放創を形成するような熱傷は、細菌の侵入口となり、二次的な細菌感染を引き起こす可能性がある。

#### 終末期疾患
終末期疾患（terminal disease）とは、避けられない結果としての死をもたらすと予想される病気のことである。以前はエイズが終末期疾患であったが、現在では不治の病であるものの、薬物療法により無期限に管理することができる。

#### Illness
英語の"illness"という単語は、一般的に病気（disease）の同義語として使われる。しかし、illnessという言葉は、患者の病気に対する個人的な経験を特に指すために使われることもある。この考え方に基づけば、illnessではなくてもdiseaseであることはあり得る。例えば、不顕性感染など、客観的には定義できるが無症候性の健康状態を有すること、または臨床的に明らかな身体的障害を有するが、それによって不具合や不快なストレスを感じていない状況である。また、diseaseでないがillnessであることもあり得る。たとえば、正常な状態であっても、病的な状態と認識する場合、である。より具体的には、恥ずかしさのために気分が悪くなり、その感情を正常な感情ではなく病気であると解釈するような場合など。病気の症状は多くの場合、感染の直接的な結果ではなく、感染を除去し回復を促進するために進化した反応（身体の病時行動）の集合体である。このような病気の症状には、嗜眠（lethargy）、抑うつ、食欲不振、眠気、痛覚過敏、集中力の欠如などがある。

#### 障害
障害（disorder）とは、機能的な異常や障害のことであり、特定の徴候や症状を示す場合と示さない場合がある。 医学的障害は、精神障害、身体障害、遺伝的障害、感情・行動障害、機能障害に分類される。障害という用語は、病気や疾患という用語よりも価値中立的で、スティグマを負わせることが少ないと考えられることが多いため、状況によっては好まれる用語である。メンタルヘルスにおいて、精神障害（mental disorder）という言葉は、生物学的、社会学的、心理学的因子の複雑な相互作用を認識する方法として使われる。しかし、障害という用語は、医学の他の多くの分野でも使用され、主に代謝障害など、感染性生物に起因しない身体的障害を表すために使用される。しかし、状態が医学上のものであることを強調しているために、自閉症の権利運動の支持者のように、この用語が否定されることもある。

#### 健康状態（medical condition）
健康状態（Medical condition or health condition）とは、妊娠や出産など、通常医学治療を受けるすべての疾患、病変、障害、非病理学的状態を含む広い概念である。medical conditionという用語は一般的に精神疾患を含むが、文脈によっては、精神疾患以外のあらゆる病気、傷害、疾患を示す用語として特別に使用されることもある。精神医学のすべての精神障害を定義するマニュアルとして広く使われている『精神疾患の診断・統計マニュアル』（DSM）では、精神障害を除くすべての病気、疾患、傷害を指すためにgeneral medical conditionという用語を使用している。この用法は精神医学の文献でもよく見られる。また、一部の医療保険では、medical conditionを精神疾患を除くあらゆる疾病、傷害、疾患と定義している。疾患（disease）などの用語よりも価値中立的であるため、健康上の問題を抱えつつも病状が大したことでは無いとみなす人々にとって好まれることがある。medical conditionという言葉は、病状（medical state）の同義語でもあり、この場合は医学的見地から個々の患者の現在の状態を表す。この用法は、例えば、ある患者が危篤状態であると表現する場合に使われる。

#### 病的状態（Morbidity）
Morbidity（語源は ラテン語  morbidusで意味は「病気、不健康」）とは、何らかの原因による病的状態または罹患率を表す多義語である。この用語は、あらゆる形態の病気の存在、または健康状態が患者に影響を与える程度を指す場合がある。重症患者の場合、morbidityの度合いはICUスコアで測定されることが多い。併存疾患（Comorbidityないしco-existing disease）とは、統合失調症と薬物乱用など、2つ以上の病状が同時に存在することである。
疫学および保険数理学では、morbidityという用語は、発生率、有病割合、または一定の期間内に一定の状態を経験する人の割合（例えば、1年間に20％の人がインフルエンザに罹患する）のいずれかを指すことがある。この病気の指標は、一定の期間内に死亡する人の割合、すなわち死亡率と対比される。罹患率は、健康保険、生命保険、介護保険などの保険数理において、顧客に請求する保険料を決定するために使用される。罹患率は、保険会社が被保険者が特定の病気にかかったり発症したりする可能性を予測するのに役立つ。

#### 病理
病理学は、学問としては、病気になった原因を探り、病気になった患者の身体に生じている変化が、どのようなものであるかを研究するものであるが、臨床医学における病理診断とは、主として、患者の身体より摘出された組織・細胞から標本を作製し、それを観察して診断することをいう。

#### 症候群
症候群とは、原因がわかっているかどうかに関係なく、いくつかの徴候や症状の関連、またはしばしば一緒に生じる疾患の特徴の関連のことである。ダウン症候群のように、原因が1つ（発生時の余分な染色体）しかないことがわかっている症候群もある。パーキンソン症候群のように、複数の原因が考えられるものもある。例えば、急性冠症候群は単一の疾患そのものではなく、冠動脈疾患に続発する心筋梗塞を含むいくつかの疾患のいずれかの症状である。しかし、他の症候群では特発性（原因不明）である。原因が特定された後でも、あるいは考えられる原因がいくつもある場合でも、馴染みのある症候群名が使われ続けることが多い。ターナー症候群やディジョージ症候群は、単なる徴候や症状としてではなく、疾患として捉えることができるにもかかわらず、いまだに「症候群」という名前で呼ばれることが多い。

#### 未病・Predisease
Prediseaseとは無症候性または前駆症状を意味する。日本では未病と訳されることもあるが、医学用語として確立されたものでは無い。もともと未病という言葉は約2000年前の漢代に書かれた黄帝内経に由来している。境界型糖尿病や正常高値血圧がprediseaseの代表例である。疾病分類学や認識論上はこの用語に関して論争がある。というのも、不顕性疾患や前駆症状に対する正当な関心と、利益相反による過剰な医療化（例えば、製薬メーカーによる）や非医療化（例えば、医療保険会社や障害保険会社による）とを区別する明確な線引きはほとんどないからである。正当な疾患予備群を特定することで、健康的な運動をするよう動機付けるなど、有益な予防策を講じることができる。一方、健康な人に根拠のない未病のレッテルを貼ることは、重症の人にしか効かない薬を飲んだり、コスト・ベネフィット比の悪い治療にお金を払ったりするような、過剰な治療をもたらす可能性がある。あるレビューではprediseaseに関して以下のような3つの概念が提示されている。
- 病気が進行するリスクが高く、他の人よりも「発症する可能性がはるかに高い」。例えば、前癌病変は、時間が経てばほぼ確実にがんになる。
- リスク低減の実行可能性がある。例えば、前がん組織を切除することで、死に至る可能性のあるがんになるのを防ぐことができる。
- 医学的介入による利益が害を上回る。例えば、前がん組織を取り除くことでがんを予防し、がんによる死亡を防ぐことができる。

### 精神疾患と器質的疾患

#### 精神疾患
精神疾患とは、感情や情緒の不安定さ、行動調節障害、認知機能障害などを含む、病気のカテゴリーに対してよく用いられる広範な概念である。精神疾患として知られる具体的な病気には、大うつ病、全般性不安障害、統合失調症、注意欠如多動症などがある。精神疾患は、生物学的原因（解剖学的、化学的、遺伝的など）または心理学的原因（トラウマや葛藤など）に起因することがある。罹患者は仕事や勉強に支障をきたし、対人関係にも支障をきたすことがある。心神喪失（insanity）という用語は、専門的には法律用語として使われる。

#### 器質的疾患
器質的疾患（organic disease）とは、身体の組織や器官の物理的な変化によって引き起こされる疾患のことである。 一般的に精神疾患と対比して用いられる。

#### 機能性疾患
機能性疾患とは、器官に外観上の変化を伴わないものをいう。器質的疾患と対比される概念である。

### 病期
感染症では、感染してから症状が現れるまでの期間を潜伏期間という。疫学上の潜伏期とは、感染してからその病気が他の人に広がるまでの期間のことで、症状の出現に先行する場合もあれば、後続する場合もあり、また同時に出現する場合もある。ウイルスの中には、ウイルス潜伏期と呼ばれる、ウイルスが不活性な状態で体内に潜伏する休止期を示すものもある。例えば、水痘帯状疱疹ウイルスは急性期に水痘を引き起こすが、水痘から回復した後、ウイルスは神経細胞内で何年も休眠し、後に帯状疱疹（帯状疱疹）を引き起こすことがある。

#### 急性疾患・急性期
急性疾患とは、風邪のような短期間の疾患である。急性期とは、症状が急激に現れる時期のことをいう。急性とは、劇症（fulminant）を意味することもある。

#### 慢性疾患・慢性期
慢性疾患とは、長期に渡って持続する病気であり、少なくとも6ヶ月は続くことが多いが、天寿を全うするまで続くと予想される病気も含まれる。その期間中、常に発症していることもあれば、寛解期に入り、定期的に再発することもある。慢性疾患は安定している（英: stable、必ずしも悪化しない）こともあれば、進行性のこともある。慢性疾患の中には、完治するものもある。ほとんどの慢性疾患は、完治しないとしても、有益な治療はできる。

#### 臨床疾患・Clinical disease
Clinical diseaseとは認識可能な症状や徴候がある疾患である。言い換えれば、その病気に特徴的な徴候や症状が現れる病期である。例えば、AIDSはHIV感染の臨床病期である。

#### 治癒・寛解
治癒とは、病状が終息すること、あるいは終息する可能性が非常に高い治療のことで、寛解とは、症状が一時的に消失することを指す。不治の病の場合、完全寛解が最善の結果である。

#### 再燃・増悪
再燃（flare-up、recurrence）とは、症状の再発またはより重篤な症状の発現を指す。増悪（Exacerbation）とは、病気が悪化したり、症状が増したりすることである。

#### 進行性疾患
進行性疾患とは、典型的な自然経過として、死亡、重篤な衰弱、または臓器不全が起こるまで悪化していく疾患である。進行が緩徐な疾患は慢性疾患でもあり、多くは変性疾患でもある。進行性疾患の反対は、stable diseaseであり、改善も悪化もしない状態である。

#### 難治性疾患
難治性疾患（refractory disease）とは、治療に抵抗する疾患のことで、特に個々の症例が、問題となっている特定の疾患に対して通常以上に治療に抵抗することをいう。例えば、難治性高血圧。

#### Subclinical disease
無症候性疾患、silent diseaseとも呼ばれる。これは、疾患において、最初に症状が現れる前の段階である。

#### 終末期
終末期医療に関するガイドラインによれば、疾患の終末期とは、以下の3つの条件を満たす場合とされている。
１．医師が客観的な情報を基に、治療により病気の回復が期待できないと判断すること

２．患者が意識や判断力を失った場合を除き、患者・家族・医師・看護師等の関係者が納得すること

３．患者・家族・医師・看護師等の関係者が死を予測し対応を考えること

#### 回復期
回復期とは、物理的（組織、臓器など）な修復や、損傷の原因となる過程が治癒した後の健康的な機能の再開する時期を指す。

### 範囲

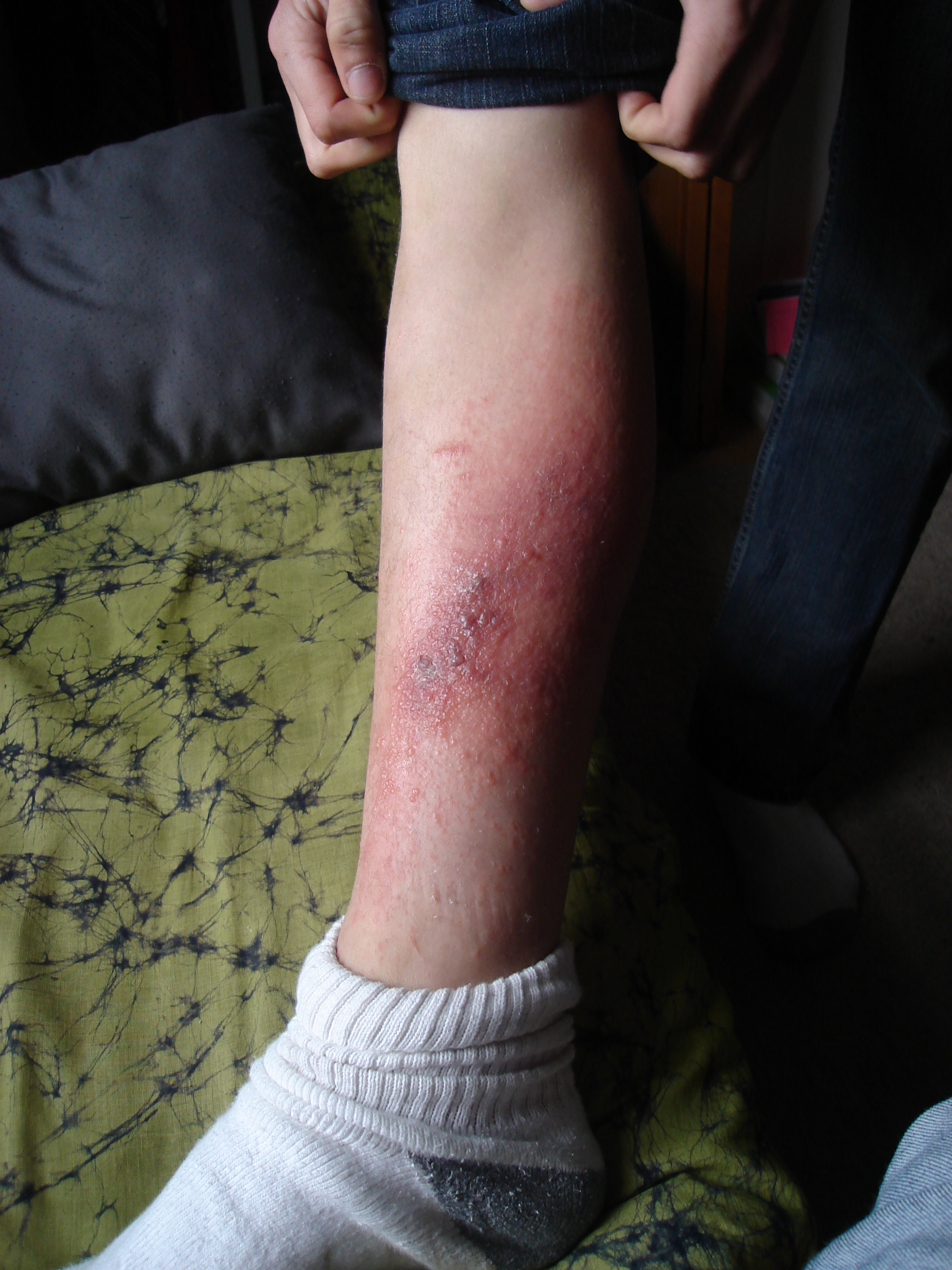
この発疹は体の一部にしか影響しないので、限局性疾患である。

#### 限局性疾患
限局性疾患とは、水虫や目の感染症など、体の一部分だけに影響を及ぼす病気のことである。

#### 播種性疾患
播種性疾患とは身体の他の部位に広がるものである。がんは通常、転移性疾患と呼ばれる。

#### 全身性疾患
全身性疾患とは、 インフルエンザや高血圧など、全身に影響を及ぼす病気である。

## 分類
病気は、原因、病因（病気の原因となる機序）、または症状によって分類される。あるいは、冒されている臓器系によって分類することもできる。しかし、多くの病気は複数の臓器に影響を及ぼすので、これはしばしば複雑である。
特に原因や病態が明らかでない場合、疾病を明確に定義・分類できないことが多い。そのため、診断用語はしばしば症状ないしは症候群を反映しているにすぎない。
古典的なヒト疾患の分類は、病理学的分析と臨床症候との間の観察された相関から派生したものである。現在では、原因がわかっている場合は、その原因によって分類することが好ましい。 
今日では、原因がわかっている場合は、その原因によって分類することが好ましいとされている。これは定期的に更新されている。2024年時点の最新版は疾病及び関連保健問題の国際統計分類の第11版、すなわちICD-11である。

## 原因
病気は様々な要因によって引き起こされる可能性があり、後天的なものと先天的なものがある。 微生物、遺伝、環境、あるいはこれらの組み合わせが、病的状態を引き起こす可能性がある。 
インフルエンザなど一部の病気だけが伝染性で、一般に感染力があると考えられている。これらの疾患の原因となる微生物は病原体として知られ、細菌、ウイルス、原虫、真菌などの種類がある。感染症は、例えば、表面に付着した感染性物質との手から口への接触、昆虫や他の保菌者に咬まれること、汚染された水や食物（しばしば糞便汚染を介して）などによって感染する。また、性感染症もある。人から人へ感染しにくい微生物が関与している場合もあれば、適切な栄養摂取やその他の生活習慣の改善によって予防・改善できる病気もある。 
ほとんどのがん、心臓病、精神障害などは非感染性疾患である（伝染性のがんもある）。多くの非感染性疾患は、部分的または完全な遺伝的基盤を持っており（遺伝子疾患を参照）、そのため世代間で伝播する可能性がある。
健康の社会的決定要因とは、人々の健康を決定する、人々が生活する社会的条件のことである。疾病は一般的に、社会的、経済的、政治的、環境に関連している。健康の社会的決定要因は、カナダ公衆衛生庁や世界保健機関など、いくつかの保健機関によって、集団的および個人的な幸福（ウェルービイング）に大きな影響を及ぼすと認識されている。世界保健機関（WHO）の社会的決定要因評議会も、貧困における健康の社会的決定要因を認識している。
病気の原因がよく理解されていない場合、社会はその病気を神話化したり、その文化が悪とみなすもののメタファーや象徴として使ったりする傾向がある。例えば、1882年に結核の原因が細菌であることが発見されるまで、専門家たちはこの病気を、遺伝、座りがちなライフスタイル、抑うつ気分、セックスや贅沢な食事、アルコールへの耽溺など、当時の社会悪であったものと様々に決めつけていた。 
病気が病原体によって引き起こされる場合（例えば、マラリアがマラリア原虫によって引き起こされる場合）、病原体（病気の原因）を病気そのものと混同してはならない。例えば、ウエストナイルウイルスは、ウエストナイル熱も、ウエストナイル脳炎も、ウエストナイル髄膜炎も引き起こす。疫学における基本的定義の誤用は、科学文献で頻繁に見られる

### 原因の種類

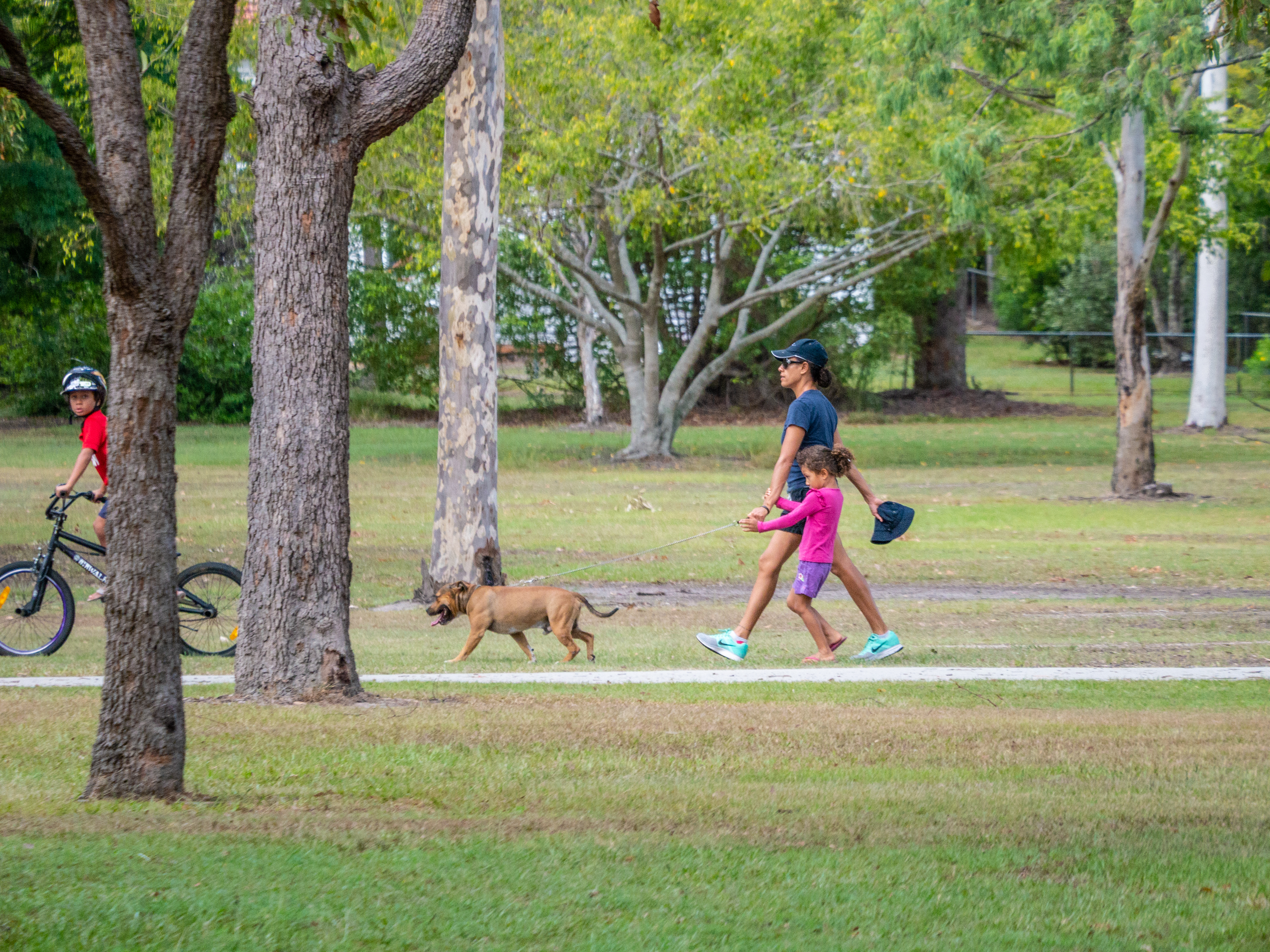
自転車やウォーキングなどの定期的な運動は、生活習慣病のリスクを減らす。

#### 空気感染
空気感染症とは、病原体によって引き起こされ、空気を通して感染する病気のことである。

#### 食物
食中毒とは、病原性細菌、毒素、ウイルス、プリオン、寄生虫に汚染された食品を摂取した結果生じる病気のことである。

#### 感染
感染性疾患とは、個々の宿主生物に対する病原体の感染、存在、増殖に起因する、臨床的に明らかな症状（すなわち、疾患に特徴的な医学的徴候または症状）からなるものである。このカテゴリーに含まれるのは、伝染病-インフルエンザや風邪のような、一般的に人から人へと広がる感染症-と、感染症-人から人へと広がる可能性はあるが、必ずしも日常的な接触によって広がるとは限らない疾患-である。

#### 生活習慣
生活習慣病とは、国がより工業化され、人々がより長生きするにつれて頻度が増加すると考えられるあらゆる病気のことで、特に、危険因子が、座りがちなライフスタイルや、精製炭水化物、トランス脂肪酸、アルコール飲料などの不健康な食品を多く含む食事のような行動の選択を含む場合である。

#### 非感染性疾患
非感染性疾患とは、伝染性のない病状または疾患のことである。非感染性疾患は、人から人へ直接伝播することはない。 心臓病や癌は、ヒトにおける非感染性疾患の例である。

## 予防
多くの病気や障害は、さまざまな手段で予防することができる。衛生管理、適切な栄養摂取、適切な運動、予防接種、その他のセルフケアなどの公衆衛生学的手段である。

## 治療
治療（therapy）とは、病気やその他の健康問題を治したり改善したりするための努力である。 心理学においては、この用語は特に心理療法を指すこともある。治療の一般的な方法には、薬物療法、手術、医療機器、セルフケアなどがある。 治療は、組織的な医療システムによって行われることもあれば、患者や家族によって独自に行われることもある。
予防医療とは、怪我や病気、疾患を未然に防ぐ方法である。 治療は、医学的な問題がすでに始まってから適用されるものである。治療は問題を改善または除去しようとするものであるが、特に慢性疾患の場合、治療が永久的な治癒をもたらすとは限らない。治癒（cure）とは通常、健康の完全な回復を意味し、治療（treatment）とは健康の改善や怪我からの回復につながるプロセスや処置を指す。完全に治癒させることができない病気の多くは、まだ治療は可能である。疼痛管理（疼痛医学とも呼ばれる）とは、痛みを和らげ、痛みとともに生きる人々の生活の質を向上させるために、学際的なアプローチを用いる医学の一分野である。
救急疾患の治療は、多くの場合、救急科や、救急隊を通じて、迅速に提供されなければならない。 

## 疫学
疫学とは、病気を引き起こしたり、助長したりする要因についての学問である。例えば、ある種の病気は、特定の地域、特定の遺伝的または社会経済的特徴を持つ人々の間、あるいは1年の特定の時期に多く見られる。
疫学は公衆衛生学の基礎となる方法論であり、疾患の危険因子を特定するためのエビデンスに基づく医療において高く評価されている。伝染性疾患および非伝染性疾患の研究において、疫学者の仕事は、アウトブレイクの調査から、仮説を検証するための統計モデルの開発や査読付き学術誌に投稿するための結果の文書化を含む研究デザイン、データ収集、分析まで多岐にわたる。疫学者はまた、ある集団における疾病の相互作用（シンデミック（syndemic）として知られる状態）も研究する。疫学は、生物学（病気のプロセスをよりよく理解するため）、生物統計学（現在利用可能な生の情報）、地理情報科学（データを保存し、病気のパターンをマッピングするため）、社会科学分野（近縁および遠縁の危険因子をよりよく理解するため）など、他の多くの科学分野に立脚している。疫学は、予防の指針となるだけでなく、原因を特定するのにも役立つ。
疫学は疾病を研究するにあたり、その定義付けという課題に直面する。特にあまり理解されていない疾患については、グループによって定義が大きく異なることがある。合意された定義がなければ、研究者によって症例数や疾患の特徴が異なる可能性がある。 
罹患率データベースの中には、国レベルや、より大規模なもの（European Hospital Morbidity Database (HMDB)など）には、詳細な診断名、年齢、性別ごとの病院退院データが含まれていることがある。欧州HMDBデータは欧州各国から世界保健機関（WHO）欧州地域事務局に提出された。

### 疾病負荷
疾病負荷とは、経済的コスト、死亡率、罹患率、その他の指標によって測定される、ある地域における健康問題の影響である。
疾病が人々に与える負担を定量化するために用いられる指標はいくつかある。損失生存可能年数（years of potential life lost: YPLL）は、病気によってその人の人生が何年短くなったかを単純に推定したものである。例えば、ある病気が原因で65歳で死亡した人が、その病気がなければ80歳まで生きられたとすれば、その病気によって15年の潜在的寿命が失われたことになる。2004年に世界保健機関（WHO）は、早死によって失われているYPLLは9億3,200万年と計算した。YPLLの測定では、人が死ぬ前にどの程度の障害を負っているかは考慮されないため、突然死した人と、何十年も病気で苦しんだ末に同じ年齢で死んだ人を同等に扱う。
質調整生存年（QALY）と障害調整生存年（DALY）の指標は似ているが、対象が診断後に健康であったかどうかが考慮される。早死によって失われた年数に加え、これらの測定では病気で失われた年数の一部が加算される。YPLLとは異なり、これらの指標は、病気は重いが寿命は普通の人に課せられた負担を示す。 罹患率は高いが死亡率が低い病気は、DALYが高く、YPLLが低い。2004年、世界保健機関（WHO）は、病気や怪我によって失われた障害調整生存年数が15億年であると算出した。先進国では、心臓病と脳卒中により、最も多くの生命が失われているが、大うつ病性障害のような精神障害は、病気によって失われる年数が最も多い。
| 疾病分類                                                           | 世界の全YPLL | 世界の全DALY | ヨーロッパの全YPLL | ヨーロッパの全DALY | カナダの全YPLL | 米国とカナダの全DALY |
| ------------------------------------------------------------------ | ------------ | ------------ | ------------------ | ------------------ | -------------- | -------------------- |
| 感染症および寄生虫症、特に下気道感染、下痢、エイズ、結核、マラリア | 37%          | 26%          | 9%                 | 6%                 | 5%             | 3%                   |
| うつ病などの精神疾患                                               | 2%           | 13%          | 3%                 | 19%                | 5%             | 28%                  |
| 外傷、特に交通事故                                                 | 14%          | 12%          | 18%                | 13%                | 18%            | 10%                  |
| 心血管疾患、主に心臓発作と脳卒中                                   | 14%          | 10%          | 35%                | 23%                | 26%            | 14%                  |
| 早産、周産期死亡                                                   | 11%          | 8%           | 4%                 | 2%                 | 3%             | 2%                   |
| 悪性腫瘍                                                           | 8%           | 5%           | 19%                | 11%                | 25%            | 13%                  |

## 社会と文化

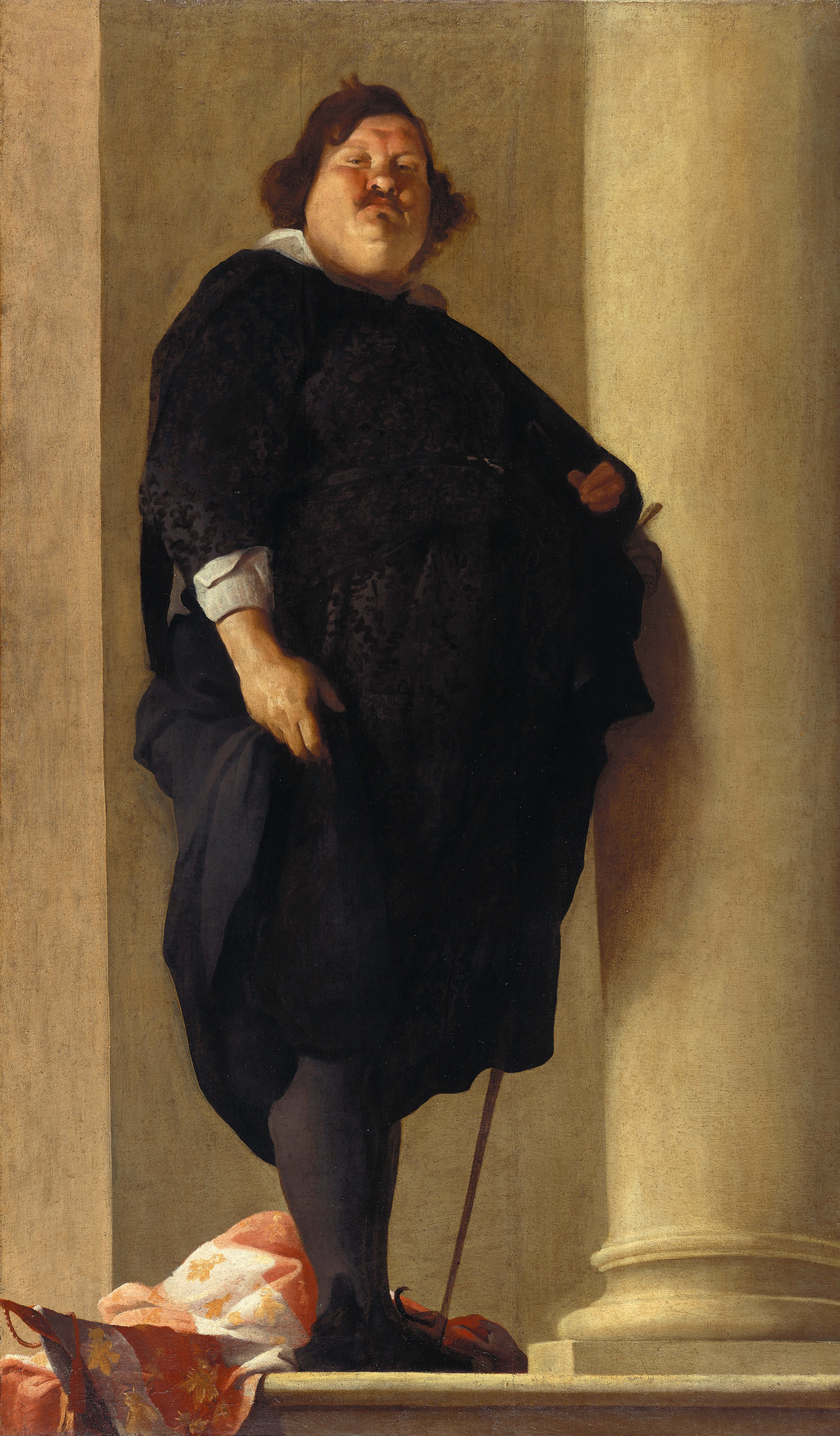
ルネサンス文化では、肥満はステータスシンボルだった。「トスカーナの将軍アレッサンドロ・デル・ボッロ」、シャルル・メラン作、1645年。

### 社会
社会が病気にどのように反応するかは、医療社会学の主題である。
ある状態は、ある文化や時代では病気と見なされるかもしれないが、他の文化や時代ではそうとは限らない。例えば、肥満は富と豊かさを表すことがあり、飢饉がありやすい地域やHIV/AIDSに深刻な打撃を受けた一部の地域では、ステータスシンボルである。てんかんは、モン族の間で霊的な賜物の兆候と考えられている。
病気により、傷病手当、休業、他人からの世話を受ける、など、特定の利益の社会的正当性が付与される。すなわち、病気の人は、病人役割（sick role）と呼ばれる社会的役割を引き受ける。がんサバイバーのような、癌などの恐れられている病気に文化的に受け入れられる方法で反応する人は、公的および私的により高い社会的地位で尊敬されるかもしれない。これらの利得と引き換えに、病人は治療を求め、再び回復するために働く義務があると考えられている。
ほとんどの宗教では、病気の人に宗教的義務の例外を認めている。例えば、ヨム・キプルやラマダンの断食によって生命が危険にさらされるような人は、その義務が免除されるか、あるいは参加することさえ禁止される。 病気の人は社会的義務を免除される。例えば、体調不良は、アメリカ人がホワイトハウスへの招待を断る唯一の社会的に受け入れられる理由である。
ある病態を、単に人間の構造や機能の変化としてではなく、疾患として特定することは、社会的または経済的に重大な意味を持つことがある。反復運動過多損傷（Repetitive strain injury: RSI）や心的外傷後ストレス障害（PTSD）のような疾患の認定が論議を呼んだことで、政府、企業、機関が個人に対して負う財政的責任やその他の責任、そして個人自身に対して、肯定的な影響も否定的な影響も数多くもたらされた。老化を病気と見なすことの社会的な意味合いは、まだこの分類が広まっていないとはいえ、大きなものになる可能性がある。
ハンセン病患者とは、歴史的に伝染病を患っていたために敬遠されていた人々であり、「癩者（英: leper）」という言葉は今でも社会的スティグマを連想させる。すべての病気が極端な社会的スティグマを呼び起こすわけではないが、病気に対する恐怖は今でも広く社会現象となっている。新型コロナウイルス感染症の感染拡大当初、感染者やその家族、医療従事者などに対する差別やいじめが社会問題化した。例えば、感染者の自宅に石が投げ入れられたり、医療従事者の家族が職場で嫌がらせを受けたりした。
社会的地位と経済的地位は健康に影響する。貧困病とは、貧困や低い社会的地位に関連する病気であり、裕福病とは、高い社会的・経済的地位に関連する病気である。どの病気がどの状態と関連しているかは、時代、場所、技術によって異なる。糖尿病のように、貧困（貧しい食生活）と豊かさ（長寿と座りがちな生活）の両方に、異なるメカニズムで関連している病気もある。生活習慣病という用語は、長寿に関連し、高齢者に多くみられる病気を表している。 例えば、ほとんどの人が80歳まで生きる社会では、50歳になる前に亡くなる社会よりも、がんがはるかに多い。

### 文学・表現
病気を題材とした書籍、すなわち闘病記とは、患者やその家族との病気との闘いが主題である。もっとも出版されている闘病記は、がんの闘病記である。
人々は、病気に関する経験を意味づけるためにメタファーを用いる。メタファーは病気を、存在する客観的なものから感情的な経験へと移行させる。最もポピュラーなメタファーは、「闘い」に基づくものである。病気は敵であり、恐れ、戦い、戦わなければならない。患者や医療従事者は、受動的な被害者や傍観者ではなく、戦士である。伝染病の病原体は侵略者であり、非伝染病は反乱や内戦である。その脅威は緊急のものであり、おそらく生死にかかわる問題であるため、想像を絶するほど過激で、抑圧的でさえある対策が、勇気を持って破壊と闘うために動員される社会と患者の道徳的義務なのである。がんとの戦い（War on Cancer）は、この比喩的な言葉の使い方の一例である。この言葉は、患者には勇気づけるとは限らず、自分が失敗者であるかのように感じさせることもある。
メタファーには、病気の経験を旅として描写するものもある。人は病気の場所へと、あるいは病気の場所から旅し、その途中で自分を変えたり、新しい情報を発見したり、経験を増やしたりする。「回復への道」を旅することもあれば、「正しい道に進む」ために変化を起こしたり、「経路」を選択することもある。明確に移住をテーマとしたものもある。患者は健康という故郷から病気の地へと追放され、その過程でアイデンティティや人間関係を変化させる。病気を戦いでは無く、旅と表現するのは、英国の医療従事者に多い。
病気特有の比喩もある。奴隷は、依存症の比喩としてよく使われる。アルコール依存症は酒の奴隷であり、喫煙者はニコチンの虜である。がん患者の中には、化学療法によって髪が抜けることを、病気によって引き起こされるすべての喪失の換喩として扱う者もいる。
社会悪のメタファーとして使われる病気もある。「癌」は、貧困、不正、人種差別など、社会に蔓延し破壊的なものに対する一般的な表現である。エイズは道徳的退廃に対する神の裁きとみなされ、「侵略者」の「汚染」から自らを浄化することによってのみ、社会は再び健全になることができると説かれた。後に、エイズがそれほど脅威でないように思われた頃になると、この種の感情的な言葉が鳥インフルエンザや2型糖尿病に適用された。19世紀の作家は、宗教上の超越の象徴、そしてメタファーとして結核をよく用いた。結核に罹患した人々は、日常生活から抜け出し、精神的あるいは芸術的達成の儚い対象となるように文学の中で描かれた。20世紀、結核の原因がより理解された後では、同じ病気が貧困、不潔、その他の社会問題の象徴となった。